# Province de Barcelone
Pour les articles homonymes, voir Barcelone (homonymie) et Barcelona.
La province de Barcelone (en catalan : Província de Barcelona ; en espagnol : Provincia de Barcelona) est l'une des quatre provinces de la communauté autonome de Catalogne, dans le nord-est de l'Espagne. Sa capitale et plus grande ville est Barcelone.

## Géographie
La province de Barcelone couvre une superficie de 7 733 km2.
Elle est bordée au nord et à l'est par la province de Gérone, au sud par la mer Méditerranée et à l'ouest par les provinces de Tarragone et de Lérida.

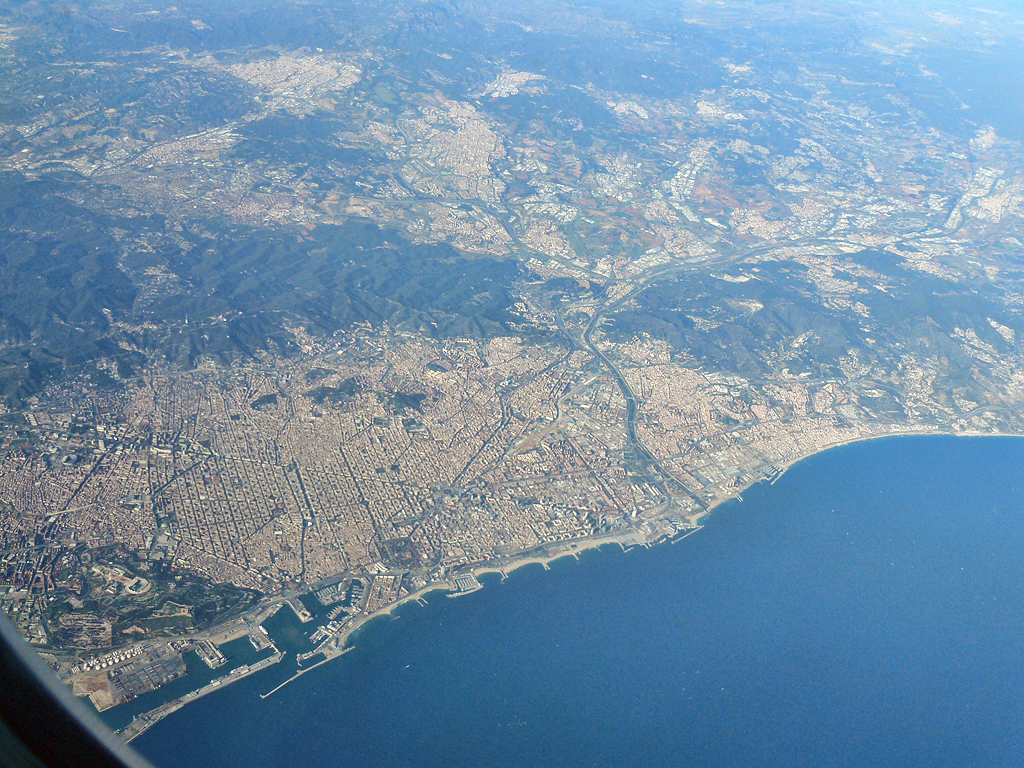
Passage au-dessus de BCN VOR Décembre 2012

## Population
La province compte 4 906 117 habitants en 2002, 5 416 447 habitants en 2008, 5 529 099 en 2012, et 5877672 en 2024 selon l'Institut national de la statistique (INE).

## Subdivisions

### Comarques
La province est subdivisée en douze comarques :
| Comarque          | Surface (km2) | Population (hab.) | Densité (hab./km2) | Nombre de communes | Capitale                |
| ----------------- | ------------- | ----------------- | ------------------ | ------------------ | ----------------------- |
| Alt Penedès       | 592,77        | 89 444            | 151                | 43                 | Vilafranca del Penedès  |
| Anoia             | 866,6         | 101 748           | 117                | 33                 | Igualada                |
| Bages             | 1 295,2       | 165 123           | 127                | 35                 | Manrèse                 |
| Baix Llobregat    | 486,5         | 692 892           | 1 424              | 30                 | Sant Feliu de Llobregat |
| Barcelonès        | 145,54        | 2 093 670         | 14 386             | 5                  | Barcelone               |
| Berguedà          | 1 182,46      | 39 224            | 33                 | 31                 | Berga                   |
| Garraf            | 184,10        | 122 229           | 667                | 6                  | Vilanova i la Geltrú    |
| Maresme           | 396,9         | 356 545           | 898                | 30                 | Mataró                  |
| Moianès           | 337,9         | 13 053            | 39                 | 10                 | Moià                    |
| Osona             | 1 260,12      | 138 630           | 110                | 51                 | Vic                     |
| Vallès Occidental | 583,17        | 736 382           | 1 399              | 23                 | Sabadell / Terrassa     |
| Vallès Oriental   | 851,9         | 321 431           | 377                | 43                 | Granollers              |

### Communes
La province de Barcelone compte 311 communes (municipis en catalan, municipios en espagnol).
Les principales villes de la province sont :
| Ville                     | Population | Ville                 | Population | Ville                 | Population |
| ------------------------- | ---------- | --------------------- | ---------- | --------------------- | ---------- |
| Barcelone                 | 1 642 783  | Sant Boi de Llobregat | 80 738     | Cerdanyola del Vallès | 55 731     |
| L'Hospitalet de Llobregat | 266 415    | Manresa               | 67 269     | Castelldefels         | 52 405     |
| Badalone                  | 235 440    | Rubí                  | 64 848     | Mollet del Vallès     | 50 001     |
| Sabadell                  | 191 057    | El Prat de Llobregat  | 63 312     | Gavà                  | 45 477     |
| Terrassa                  | 184 829    | Sant Cugat del Vallès | 63 132     | Vic                   | 33 935     |
| Santa Coloma de Gramenet  | 116 012    | Viladecans            | 59 343     | Igualada              | 33 382     |
| Mataró                    | 111 879    | Vilanova i la Geltrú  | 57 300     | Sitges                | 24 470     |
| Cornellà de Llobregat     | 82 817     | Granollers            | 55 913     | Martorell             | 23 529     |